# José Canalejas
José Canalejas y Méndez (Ferrol; 31 de julho de 1854 — Madrid; 12 de novembro de 1912) foi um político espanhol, nascido em Ferrol, que atuou como Primeiro-Ministro da Espanha.

## Carreira política
Em 1881 Canalejas foi eleito deputado por Soria. Dois anos depois, foi nomeado subsecretário do departamento do primeiro-ministro de Posada Herrera; ele se tornou ministro da Justiça em 1888 e das finanças de 1894 a 1895. Uma breve passagem como Ministro da Agricultura, Indústria e Comércio de março a maio de 1902 terminou depois de apenas dois meses, quando ele renunciou por considerar o Ministério de Sagasta fraco e "incapaz de salvaguardar a soberania do Estado face às invasões do Vaticano”. 
Ele serviu como Presidente do Congresso dos Deputados (o equivalente ao cargo de Presidente do Parlamento anglo-saxão) de 1906 a 1907.

### Ministério Canalejas
Após os confrontos sangrentos da " Semana Trágica " em 1909 em Barcelona, Antonio Maura renunciou e Segismundo Moret foi novamente nomeado primeiro-ministro. Moret foi forçado a renunciar em fevereiro de 1910, quando foi substituído por Canalejas, que se tornou primeiro-ministro e chefe do Partido Liberal. Moret denunciou o Ministério Canalejas como "uma bandeira democrática usada para cobrir mercadorias reacionárias".
Enquanto estava no cargo, Canalejas (com o apoio de seu soberano, Alfonso XIII) introduziu várias reformas eleitorais que visavam ganhar o apoio da classe trabalhadora para políticas moderadamente conservadoras; coibir o poder dos chefes políticos independentes, bastante comuns na época, principalmente no meio rural; enfraquecer os excessos do clericalismo educacional católico sem ameaçar a Igreja Católica como tal; e para transformar a Espanha em uma verdadeira democracia. Essas políticas enfrentaram com sucesso a turbulência social que os radicais vinham criando na Espanha (e que havia levado, em 1909, a uma breve mas sangrenta agitação em Barcelona).
Em 12 de novembro de 1912, enquanto olhava as novidades literárias da época em uma livraria no centro de Madri, foi morto a tiros pelo anarquista Manuel Pardiñas.